# Soignolles
Soignolles – miejscowość i gmina we Francji, w regionie Normandia, w departamencie Calvados.
Według danych na rok 1990 gminę zamieszkiwało 81 osób, a gęstość zaludnienia wynosiła 14 osób/km² (wśród 1815 gmin Dolnej Normandii Soignolles plasuje się na 805. miejscu pod względem liczby ludności, natomiast pod względem powierzchni na miejscu 816.).